# لويس فرناندو مارتينز
لويس فرناندو مارتينز (بالبرتغالية: Luís Fernando Lojudice Martinez‏) (21 أبريل 1980 في البرازيل – )؛ هو لاعب كرة قدم كان يلعب كلاعب وسط.

## وصلات خارجية
- لويس فرناندو مارتينز على موقع رابطة كرة القدم اليابانية للمحترفين (اليابانية)
- لويس فرناندو مارتينز على موقع قاعدة بيانات كرة القدم.إي يو (الإنجليزية)
- لويس فرناندو مارتينز على موقع Soccerway.com (الإنجليزية)
- لويس فرناندو مارتينز على موقع عالم كرة القدم.نت (الإنجليزية)